# Slivník
Slivník – wieś (obec) na Słowacji położona w kraju koszyckim, w powiecie Trebišov. Pierwsze wzmianki o miejscowości pochodzą z 1321 roku. 
Według danych z dnia 31 grudnia 2012 roku, wieś zamieszkiwały 782 osoby, w tym 392 kobiety i 390 mężczyzn.
W 2001 roku rozkład populacji względem narodowości i przynależności etnicznej wyglądał następująco:
- Słowacy – 99,5%
- Czesi – 0,25%
- Węgrzy – 0,25%

Ze względu na wyznawaną religię struktura mieszkańców kształtowała się w 2001 roku następująco:
- Katolicy rzymscy – 69,8%
- Grekokatolicy – 27,6%
- Ewangelicy – 0,87%
- Ateiści – 0,5%
- Nie podano – 0,74%